# Bronisław Mokrzycki (oficer)
Bronisław Marian Mokrzycki (ur. 14 sierpnia 1893 we Lwowie, zm. 24 lipca 1954 w Nicei) – doktor prawa, pułkownik dyplomowany kawalerii Wojska Polskiego.

## Życiorys
Bronisław Mokrzycki urodził się 14 sierpnia 1893 we Lwowie. Był absolwentem Uniwersytetu Jana Kazimierza we Lwowie. Tytuł doktora prawa uzyskał dopiero po zakończeniu wojny polsko-bolszewickiej.
Na stopień podporucznika został mianowany ze starszeństwem z 1 stycznia 1916 w korpusie oficerów rezerwy kawalerii Obrony Krajowej, natomiast na stopień porucznika ze starszeństwem z 1 listopada 1917 w korpusie oficerów zawodowych OK. Jego oddziałem macierzystym był Pułk Ułanów Obrony Krajowej Nr 1, przemianowany w 1917 na Pułk Strzelców Konnych Nr 1.
Po zakończeniu I wojny światowej został przyjęty do Wojska Polskiego w stopniu porucznika. Został awansowany na stopień rotmistrza rezerwy kawalerii ze starszeństwem z dniem 1 lipca 1919. W 1923 był oficerem rezerwowym 8 Pułku Ułanów z Krakowa jako oficer zatrzymany w służbie czynnej. Następnie został zweryfikowany w stopniu rotmistrza służby stałej kawalerii ze starszeństwem z dniem 1 lipca 1919. W 1924 jako oficer nadetatowy 8 pułku ułanów z tytułem naukowym doktora był w kadrze Centralnej Szkole Kawalerii. 2 listopada 1927 został powołany do Wyższej Szkoły Wojennej w Warszawie, w charakterze słuchacza Kursu 1927–1929. W sierpniu 1929, po ukończeniu kursu i otrzymaniu dyplomu naukowego oficera dyplomowanego, został przydzielony do Oddziału I Sztabu Głównego. Do 31 stycznia 1932 był referentem do spraw budżetu rezerwy zaopatrzenia. 2 grudnia 1930 roku został mianowany majorem ze starszeństwem z 1 stycznia 1931 roku i 10. lokatą w korpusie oficerów kawalerii. W listopadzie 1933 został oddany do dyspozycji szefa Sztabu Głównego. W listopadzie 1934 został przeniesiony do 5 Pułku Strzelców Konnych w Tarnowie. W styczniu 1936 zastąpił ppłk. Tadeusza Kurnatowskiego na stanowisku zastępcy dowódcy 5 psk. Na stopień podpułkownika został mianowany ze starszeństwem z 19 marca 1937 i 7. lokatą w korpusie oficerów kawalerii. Od 1 listopada 1936 do 21 stycznia 1937 był oddelegowany z 5 psk do Sztabu Głównego, gdzie razem z mjr. inż. Piotrem Pawłem Wojtczakiem opracował dla Sekretariatu Komitetu Obrony Rzeczypospolitej zapotrzebowanie wojenne najważniejszych surowców. Od 17 maja 1937 pełnił służbę w Oddziale IV Sztabu Głównego na stanowisku oficera odcinkowego odcinka „Polesie”, referenta zaopatrzenia armii w pieniądze na wypadek mobilizacji oraz referenta zaopatrzenia lotnictwa w materiały pędne i smary na wypadek mobilizacji.
12 czerwca 1939 ciężko zachorował. Leczył się w Szpitalu Ujazdowskim w Warszawie. Od 15 lipca przebywał na trzymiesięcznym urlopie zdrowotnym. 1 września zgłosił się w Sztabie Naczelnego Wodza i otrzymał przydział do Oddziału IV na stanowisko referenta w Wydziale Etapowym. W pierwszym tygodniu wojny opracował instrukcję dla dowódców kompanii etapowych, która „nie znalazła żadnego zastosowania”. 17 września w Śniatyniu przekroczył granicę z Rumunią. 30 listopada był już w Paryżu. W maju 1940 był przydzielony do Komisji Regulaminowej MSWojsk.
W listopadzie 1940 został dowódcą 7 Oddziału Kadrowego Rozpoznawczego w Szkocji. W październiku 1944 został zastępcą dowódcy 12 Pułku Ułanów Podolskich. Od 19 stycznia 1945 do 2 września 1947 był dowódcą odtworzonego 7 Pułku Ułanów Lubelskich. W 1946 został mianowany pułkownikiem. Na emigracji mieszkał w Nicei, gdzie zmarł 24 lipca 1954.

## Ordery i odznaczenia
- Krzyż Walecznych („za czyny męstwa i odwagi wykazane w bojach toczonych w latach 1918–1921”)[21]
- Krzyż Walecznych („za czyny męstwa i odwagi wykazane w wojnie rozpoczętej 1 września 1939 roku”)[3]
- Złoty Krzyż Zasługi z Mieczami[3]
- Złoty Krzyż Zasługi (18 marca 1932)[22]
- Brązowy Medal Zasługi Wojskowej Signum Laudis na wstążce Krzyża Zasługi Wojskowej[5]